# 连队 (拜占庭)
连队是拜占庭帝國指代一种军事单位的术语。它最早出现在10世纪中晚期，至13世纪已成为最常见的术语，被广泛用于指代拜占庭帝国军队的常备军团，一直维持到14世纪末。

## 术语起源
Allagion一词意为“职责轮换”，最早出现在10世纪初利奥六世的军事著作《战术》中，指代一般的军队。该术语更专业化的表达则是指代骑兵旗，人数在50-400人之间。在10-11世纪，省级连队大概有50-150人，帝国中央军的连队勉强能接近标准上限，人数大约320-400人。

## 东罗马帝国晚期的连队
米海尔·阿塔莱亚斯的著作表明，自从11世纪末，Allagion一词开始有更加明确的意义来指代帝国禁军。到13世纪，该词不管在口语表达还是专业术语表达上，allagion取代了过去的tagma，成为所有常备军团的代称（尽管书面表达还未完全取代tagma）。每个连队由连队长（ἀλλαγάτωρ，allagatōr）指挥。
14世纪中期作家乔治·科狄诺斯则提到了一种廷臣：连队执行官（ἄρχων τοῦ ἀλλαγίου，archōn tou allagiou），出现在13世纪50年代塞奥多利二世统治时期。在科狄诺斯所处的时代，连队执行官位列宫廷等级第53位。其作为帝国护卫队的次级指挥官，服饰包括一顶装饰着金线的伞帽（skiadion hat）、一件“常用”丝绸制类卡夫坦的卡巴迪翁、一顶顶部带着红色流苏的天鹅绒制圆帽（skaraniko）和一根朴实的光滑圆木指挥杖。皇帝直属的连队（即皇帝的随从）已被护卫军所取代，由一支为步兵护卫军和一支骑兵护卫军组成。然而根据科狄诺斯的记载，这些部队仍然各由一名连队长（allagatōr）指挥，而首席连队长（πρωταλλαγάτωρ，protallagatōr）可能能够指挥一整个军团。首席连队长位列宫廷等级第54位，其率领皇帝护卫部队的尾翼，负责将掉队士兵重新安排回阵列，保持全军阵型。首席连队长的服饰与其上司连队执行官的服饰基本相同，包括一顶镀金和银的权杖（matzouka）：手柄缠着红色的丝绸，顶部镀金，中部则有一条镀金链带。连队执行官和首席连队长都由大近侍官（megas primmikẽrios）监管。目前相关资料中只提及到极少数官员拥有连队执行官、首席连队长或连队长头衔。
省级军队中的连队又被分为两个不同的部分：帝国连队（βασιλικά ἀλλάγια；basilika allagia）和大连队（μεγάλα ἀλλάγια；megala allagia）。前者出现在拜占庭帝国的安納托利亞区域，而后者仅出现在帝国欧洲的省份。随着13世纪末14世纪初小亚细亚地区沦陷于土耳其人之手，帝国连队最终消失。在大连队中，其中三个已知大连队的名字分别是塞萨洛尼基大连队（μέγα ἀλλάγιον Θεσσαλονικαῖων）、塞里俄提孔大连队（Σερριωτικόν μέγα ἀλλάγιον）和比泽忒孔大连队（Βιζυητεικόν μέγα ἀλλάγιον），它们首次出现于1286年，直至1355年最后一次被提及。然而可以肯定它们成立的时间至少能追溯到米海尔八世（1259-1282年）统治时期，甚至可能此前尼西亚帝国拉斯卡里斯王朝的皇帝们光复这些领土后就组建了大连队。而希腊地区先后被塞尔维亚帝国和奥斯曼帝国占领后，大连队也最终消失。
欧洲地区大连队确切的职能、性质和结构尚不完全清楚。它们的管辖区域围绕着城市周边地区，基本与旧塞萨罗尼基军区、斯特里蒙军区以及色雷斯军区的范围保持一致。这可能因为当时帝国政治权力从中央逐渐转移至地方，中央政府试图通过控制省级军队来维持其权威的结果。然而大连队的控制范围还有待商榷。可以知道的是大连队的部队包括驻守要塞的边防军，征召骑兵（普罗尼亚制下的骑兵），此外可能还包括小地主义务兵和雇佣兵。马克·巴尔图西斯（Mark Bartusis）对大连队职责评价道：“大连队是晚期拜占庭帝国军队的核心组成部门部分，夸张的说，任何省份里负有军事义务……的士兵，都是大连队一员（megaloallagitēs）”。这意味着大连队是一个相当广泛的军事组织，参与到所有省级军队的招募和维护，只有帝国卫队和地方长官的私人扈从不在其内。但是另一方面来看，大连队也可能只是晚期拜占庭帝国军队体制的一部分，仅限于部分省份，而且外国雇佣军可能也不在其中。军机官（tzaousios）一职也可能与14世纪初塞萨洛尼基地区的大连队有关，但具体原因尚不清楚。
连队的规模与过去旗的编制相同，大约有300-500人。据《摩里亚编年史》记载，君士坦丁·巴列奥略在13世纪60年代初统管摩里亞时拥有18支连队或6000名骑兵部队。

## 资料来源
- Bartusis, Mark C. . Philadelphia, Pennsylvania: University of Pennsylvania Press. 1997  [2020-06-30]. ISBN 0-8122-1620-2. （原始内容存档于2019-06-05）.  Bartusis, Mark C. . Philadelphia, Pennsylvania: University of Pennsylvania Press. 1997  [2020-06-30]. ISBN 0-8122-1620-2. （原始内容存档于2019-06-05）.  Bartusis, Mark C. . Philadelphia, Pennsylvania: University of Pennsylvania Press. 1997  [2020-06-30]. ISBN 0-8122-1620-2. （原始内容存档于2019-06-05）.
- Guilland, Rodolphe. . Revue des études byzantines. 1960, 18 (18): 79–96  [2020-06-30]. doi:10.3406/rebyz.1960.1221. （原始内容存档于2015-09-24） （法语）.
- Haldon, John F. . Bonn: Rudolf Habelt. 1984  [2020-06-30]. ISBN 3-7749-2004-4. （原始内容存档于2020-06-01）.on=Bonn|publisher=Rudolf Habelt|isbn=3-7749-2004-4|url=https://books.google.com/books?id=uEVoAAAAMAAJ%7Cref=harv}}
- Haldon, John F. . London: University College London Press (Taylor & Francis Group). 1999  [2020-06-30]. ISBN 1-85728-495-X. （原始内容存档于2020-06-25）.
- 亚历山大·卡日丹 (编). . 牛津: 牛津大学出版社. 1991. ISBN 0-19-504652-8.